# Armstrong Oko-Flex
Armstrong Echezolachukwu Inya Oko-Flex (* 2. März 2002 in Dublin) ist ein irischer Fußballspieler, der beim FC Zürich im Kader steht.

## Karriere

### Verein
Armstrong Oko-Flex wurde als Sohn von nigerianischen Eltern in der irischen Hauptstadt Dublin geboren. Seine Karriere begann er in seiner Kindheit im Stadtteil Glasnevin bei den Tolka Rovers. Danach spielte er beim St. Kevin’s Boys Club. Im Jahr 2013 nahm ihn der englische Verein FC Arsenal aus London unter Vertrag. Nach fünf Jahren verließ Oko-Flex den Verein und wechselte zu Celtic Glasgow nach Schottland. Fortan spielte er in den Jugendmannschaften des Vereins beginnend mit der U18. Nachdem sich die erste Mannschaft von Celtic im Januar 2021 im Kurztrainingslager in Dubai aufgehalten hatte, wurde Christopher Jullien nach der Rückkehr nach Glasgow positiv auf das Coronavirus getestet, woraufhin er und 13 weitere Spieler sowie Trainer Neil Lennon und sein Assistent John Kennedy sich in Quarantäne begaben. Infolgedessen wurde Oko-Flex am 11. Januar 2021 in den Profikader der Scottish Premiership berufen. Gegen Hibernian Edinburgh feierte er sein Debüt als Profi, als er beim 1:1-Unentschieden in der 61. Minute für Cameron Harper eingewechselt wurde.
Am 25. Juni 2021 wechselte Oko-Flex zu West Ham United, wo er für die Saison 2021/22 in den Reservekader „einsortiert“ wurde. Im August 2022 verlieh ihn der Verein für die EFL Championship 2022/23 an Swansea City.

### Nationalmannschaft
Armstrong Oko-Flex spielte im Jahr 2019 dreimal in der U19-Nationalmannschaft von Irland und erzielte zwei Tore.